# Magda Bílá

Magda Bílá, je pseudonym novopacké rodačky Vlasty Vainové, rozené Ebenhochové (21. června 1879 Nová Paka – 30. srpna 1958 Nová Paka), která byla českou spisovatelkou, básnířkou a malířkou. Je autorkou několika sbírek básní, velkého množství novinových článků a vzpomínkové knihy o první světové válce. Angažovala se v ženském hnutí a byla horlivou zastánkyní ženské emancipace. Bílá se stala členkou Kruhu výtvarných umělkyň a měla tak možnost rozvíjet talent pod vedením prof. Josefa Šímy. Její malby jsou ještě dnes k vidění v Mladé Boleslavi, Vrchlabí či Semilech.

## Život
Narodila se do rodiny zemského advokáta Karla Ebenhocha, který byl v letech 1897-1907 starostou Nové Paky. Spisovatelka měla celkem osm sourozenců, o které jako starší sestra pomáhala pečovat. To, jak sama přiznává ve svých vzpomínkách, velmi ovlivnilo její budoucí životní dráhu. Po absolvování Obecné školy v rodném městě a Vyšší dívčí školy v Praze, kde měla významnou příležitost rozvíjet talent pod vedením Bedřicha Frídy a Františka Táborského, se stala sociální pracovnicí a zbytek života strávila pomocí potřebným. Dopisovala si s politiky i významnými představiteli kulturního života. Jmenujme například Jana Herbena nebo Jiřího Voženílka.
Po uzavření sňatku s advokátem Vladimírem Zábojem Vainou z Mladé Boleslavi 3. června 1903 se soustavně věnovala své profesi i umělecké tvorbě. Svého manžela měla ve velké vážnosti a její vzpomínky jsou plné obdivu k němu. Manželství zůstalo bezdětné, což autorka nejednou zmiňuje ve svých textech. Věnuje se v nich také sociální problematice a postavení ženy ve společnosti. Tyto články byly několikrát publikovány například v časopise Ženský svět.
Vladimír Záboj Vaina působil jako okresní hejtman v Turnově, Semilech a ve Vrchlabí. V letech 1934 až 1938 vykonával funkci prvního náčelníka Horské služby v Krkonoších, vůbec první takové organizace v tehdejším Československu.

## Dílo
Dílo Magdy Bílé je různorodé a ne zcela známé. Vedle básnických sbírek vydala i vzpomínky na první světovou válku a v rukopisech zůstaly její eseje a vzpomínky na dětství. První texty jí vycházely v Mladém čtenáři, v Květech, ve Zvonu či Času. Poezii ve svém díle Bílá považovala za stěžejní. Jednak jí mohla vyjádřit svoje nejniternější pocity a v neposlední řadě se v ní realizovala jako žena. Její vzpomínkové texty jsou neocenitelným průvodcem, který reflektuje dobové postavení ženy i velké milníky historie a pro historiky jsou významným pramenem poznání každodennosti přelomu 19. a 20. století. Není bez zajímavosti, že se osobně znala s Janem Opolským a Josefem Karlem Šlejharem; její vzpomínky na Šlejhara jsou obzvlášť přínosné. Nedílnou součástí jejího odkazu jsou i úvahové texty a eseje, které jsou uschovány v jejím fondu v SOkA Jičín. Zde se naplno projevuje její intelekt a sečtělost. Bílá přiznává, že ji silně ovlivnily myšlenky Jana Ámose Komenského či René Descartesa.

### Básnické sbírky
- Dětské motivy a verše sociální (1932)
- Nocturna a písně (1932)
- Listy z deníku 1905 - 1931 (1932)
- Cestou životem (1933)
- Pěšinkami (v rukopise)
- V zamyšlení (v rukopise)

### Vzpomínkové texty
- Z mobilisace: ze zápisků ženy 1914 - 1918 (1935)
- Ze života děvčátka (1919 a 1923)
- Ze vzpomínek na učitele v Nové Pace
- Ze sociálních zkušeností (v rukopise)